# خالد بيومي
خالد محمد بيومي محلل رياضي، من مواليد 14 مارس 1963 في محافظة الشرقية في مصر، عمل بعدد من القنوات الفضائية العربية والمصرية، وقام بتحليل لبطولات عالمية بارزة، ويعد من المحللين الرياضيين الذين لم يمارسوا كرة القدم بصورة احترافية.

## الخبرات والمؤهلات
عمل خالد بيومي في بدايته كصحفي رياضي، في الجرائد المصرية وانضم إلى نقابة الصحفيين، ثم انتقل إلى إيطاليا ومنها التحق بنقابة الصحفيين في إيطاليا، قبل أن يسلك طريق التحليل الرياضي للمرة الأولى مطلع الألفية الحالية، في قنوات «راديو وتلفزيون العرب» التي تعد نقطة الانطلاق له في التحليل الكروي في مصر والعالم العربي.

## المناصب التي تقلدها
شغل خالد بيومي العديد من المناصب خلال مسيرته مع العمل الصحفي أو الرياضي، فكان أحد أعضاء مجلس إدارة نادي الإسماعيلي المصري، وكان أحد أعضاء مجلس إدارة اتحاد الكرة، ورئيساً للجنة تطوير الكرة بالاتحاد المصري لكرة القدم، كما شغل منصب المدير التنفيذي للنادي الإسماعيلي والمشرف العام على الكرة بالنادي.

## خبرات صحفية
شغل الناقد الرياضي والمحلل الكروي خالد بيومي العديد من المناصب الصحفية، حيث يعد أحد أفراد أسرة جريدة الجمهورية التابعة لدار التحرير المصرية، كما عمل في عدة صحف إيطالية، أبرزها «جورين سوبرت» و«جورنال»، كما عمل كصحفي في مجلة «الصقر» القطرية، و«سوبر» الإماراتية، وككاتب مقال في جريدة الشرق الأوسط السعودية سابقاً، ويكتب حالياً مقالات في كل من جريدة «المقال» المصرية، و«الوطن» المصرية، ويعد بيومي هو الصحفي المصري الوحيد الذي يحمل عضوية نقابة الصحفيين في مصر وإيطاليا[بحاجة لمصدر].

## عمله في القنوات الفضائية
عمل خالد بيومي في عدد من القنوات الفضائية المصرية والعربية، فبدأ في راديو وتلفزيون العرب، ثم إلى الجزيرة الرياضية واستمر معها بعد أن تغيرت إلى "بي إن سبورت"، وعمل في قنوات دبي الرياضية والدوري والكأس القطرية، و"mbc”، كما قام بالتحليل في قنوات "الراي" الإيطالية وقناة "تيلي" الإيطالية، وعمل في عدة قنوات مصرية هي النهار والحياة وسي بي سي والأهلي، وحالياً محلل رياضي في قناة أبو ظبي الرياضية.

## البطولات التي قام بتحليلها
أبرز البطولات العالمية في السنوات الخمسة عشر الأخيرة، فقام بتحليل كأس العالم 2002 و2006 و2010، دوري أبطال أوروبا من 2000 إلى 2009، الدوري الإنجليزي من 2000 إلى 2011، الدوري الإيطالي في عدد من القنوات العربية وايطالية، الدوري الألماني في قناة دبي الرياضية، كأس الأمم الأفريقية 2002 و2004 و2006 و2008 و2010، دوري أبطال أفريقيا من 2000 إلى 2009.